# Manderson, Wyoming
Manderson är en småstad (town) i Big Horn County i den amerikanska delstaten Wyoming. Staden hade 114 invånare vid 2010 års folkräkning.

## Geografi
Staden ligger vid Bighorn River, mellan de större orterna Basin och Worland.

## Historia
Staden kallades ursprungligen Alamo men döptes om till Manderson efter den republikanska senatorn Charles F. Manderson 1889.

## Kommunikationer
Genom staden går de federala vägarna U.S. Route 16/20.